# Acomb (Northumberland)
Pour les articles homonymes, voir Acomb.
Acomb est un village et une paroisse civile du Northumberland, en Angleterre. Il est situé à quelques kilomètres au nord de la ville de Hexham. Au recensement de 2011, il comptait 1 268 habitants.